# 化成強制収容所
座標: 北緯41度16分07秒 東経129度23分28秒 / 北緯41.268505度 東経129.391211度
化成強制収容所（ファソンきょうせいしゅうようじょ）は、北朝鮮の咸鏡北道明澗郡に位置する政治犯収容所で、正式名称は第16号管理所である。
耀徳強制収容所（15号管理所）と同様、朝鮮民主主義人民共和国国家保衛省第7局が管轄するが耀徳と異なり完全統制区域のみからなると見られている。

## 実態
第16号管理所に関する情報は非常に少ないが、世襲体制への挑戦者やクーデターを企てた者など、特に重大な政治犯約2万人を収容し、深刻な人権侵害が指摘されている管理所の中でも、清津市の25号管理所に次いで劣悪な処遇がなされていると言われる。また、衛星写真により2008年から2013年にかけて管理棟・居住棟・工業設備の増設が確認されたことから、収容人数が増加していると考えられる。
また、許万鎬は16号管理所は金正日への世襲に反対した反党反革命分子を収容しており、1976年頃に金正日への世襲に反対した金東奎国家副主席は、その後この収容所に送られたと見ている。
元刑務官の証言によると所内では危険な状況で一日中労働を強いられ、休息時間はないに等しく、ノルマを達成するまで働かなければならず、作業が終われば自己批判の活動に出席しなければならない。休息はたいてい深夜12時から朝4時までである。致命的な労働事故も起きている。また、被収容者が自分の埋葬場所を掘らされた後、刑務官にハンマーで首を殴られて殺される、刑務官が被収容者の首を絞めて、木製の棍棒で殴り殺す、などの形で処刑が行われている。
安明哲の証言によると、1987年から1994年にかけて、この収容所の囚人数千人が近くにある豊渓里の核実験場に、「大建設」と称して核実験場の地下トンネル工事のため駆り出されたが、誰も帰って来なかったという。
また、会寧市の22号管理所の閉鎖にあたり、この収容所に22号管理所の囚人が移送されたが、その時にはこの収容所ががら空きになっていたという報告があり、元の囚人が虐殺された可能性が指摘されている。